# Sergio Momesso
Sergio Francesco Momesso (né le 4 septembre 1965 à Montréal dans la province de Québec au Canada) est un joueur professionnel canadien de hockey sur glace. Il évoluait au poste d'ailier gauche.
Ses neveux Giulio et Marco Scandella sont également joueurs de hockey professionnel.

## Biographie
Après une saison jouée dans la LHJMQ avec les Cataractes de Shawinigan, il est repêché par les Canadiens de Montréal au 27e rang lors du deuxième tour du repêchage d'entrée dans la LNH 1983. Lors de la saison 1983-1984, il est rappelé en cours de saison par les Canadiens et dispute son premier match dans la LNH le 21 janvier 1984 contre les Flames de Calgary.
Pour la saison 1985-1986, il parvient à intégrer l'équipe des Canadiens, mais une blessure au genou subie en décembre 1985 lors d'un match contre les Bruins de Boston met fin à sa saison. Alors que Momesso n'a joué que 24 parties, les Canadiens remportent la Coupe Stanley durant cette saison et Momesso n'a pas son nom gravé sur la coupe.
Après deux autres saisons avec le Tricolore, il est échangé durant l'été 1988 aux Blues de Saint-Louis avec le gardien de but Vincent Riendeau contre Jocelyn Lemieux, Darrell May et un choix de repêchage qui s'avère être Patrice Brisebois. Il reste avec les Blues jusqu'à la saison 1990-1991, lorsqu'il est impliqué dans une transaction entre les Blues et les Canucks de Vancouver impliquant six joueurs : il part à Vancouver en compagnie de Geoff Courtnall, Robert Dirk et Cliff Ronning, alors que Garth Butcher et Dan Quinn s'en vont à Saint-Louis.
En 1994, il aide les Canucks à atteindre la finale de la Coupe Stanley lors des séries éliminatoires sans toutefois arriver à ses fins, l'équipe se faisant battre 4 matchs à 3 par les Rangers de New York. 
Après une autre saison avec les Canucks, il est échangé lors de l'été 1995 aux Maple Leafs de Toronto contre Mike Ridley. Il ne dispute pas une saison complète avec les Maple Leafs, puisqu'il est échangé durant la saison aux Rangers de New York contre Wayne Presley. La saison suivante, après neuf matchs sans point, il retourne avec les Blues via transaction, en retour de Brian Noonan, mais ne réalise que 4 points en 40 parties durant la saison.
En 1997, il quitte la LNH pour l'Allemagne et rejoint l'équipe des Kölner Haie. Après une saison avec les Nürnberg Ice Tigers, il retourne avec l'équipe de Cologne et joue ses deux dernières saisons avec l'équipe avant de se retirer.

## Statistiques
| Saison     | Équipe                          | Ligue      |     | Saison régulière | Saison régulière | Saison régulière | Saison régulière | Saison régulière |    | Séries éliminatoires | Séries éliminatoires | Séries éliminatoires | Séries éliminatoires | Séries éliminatoires |
| Saison     | Équipe                          | Ligue      | PJ  | B                | A                | Pts              | Pun              | PJ               | B  | A                    | Pts                  | Pun                  |                      |                      |
| 1982-1983  | Cataractes de Shawinigan        | LHJMQ      | 70  | 27               | 42               | 69               | 93               | 10               | 5  | 4                    | 9                    | 55                   |                      |                      |
| 1983-1984  | Cataractes de Shawinigan        | LHJMQ      | 68  | 42               | 88               | 130              | 235              | 6                | 4  | 4                    | 8                    | 13                   |                      |                      |
| 1983-1984  | Canadiens de Montréal           | LNH        | 1   | 0                | 0                | 0                | 0                | -                | -  | -                    | -                    | -                    |                      |                      |
| 1983-1984  | Voyageurs de la Nouvelle-Écosse | LAH        | -   | -                | -                | -                | -                | 8                | 0  | 2                    | 2                    | 4                    |                      |                      |
| 1984-1985  | Cataractes de Shawinigan        | LHJMQ      | 64  | 56               | 90               | 146              | 216              | 8                | 7  | 8                    | 15                   | 37                   |                      |                      |
| 1985-1986  | Canadiens de Montréal           | LNH        | 24  | 8                | 7                | 15               | 46               | -                | -  | -                    | -                    | -                    |                      |                      |
| 1986-1987  | Canadiens de Montréal           | LNH        | 59  | 14               | 17               | 31               | 96               | 11               | 1  | 3                    | 4                    | 31                   |                      |                      |
| 1986-1987  | Canadiens de Sherbrooke         | LAH        | 6   | 1                | 6                | 7                | 10               | -                | -  | -                    | -                    | -                    |                      |                      |
| 1987-1988  | Canadiens de Montréal           | LNH        | 53  | 7                | 14               | 21               | 101              | 6                | 0  | 2                    | 2                    | 16                   |                      |                      |
| 1988-1989  | Blues de Saint-Louis            | LNH        | 53  | 9                | 17               | 26               | 139              | 10               | 2  | 5                    | 7                    | 24                   |                      |                      |
| 1989-1990  | Blues de Saint-Louis            | LNH        | 79  | 24               | 32               | 56               | 199              | 12               | 3  | 2                    | 5                    | 63                   |                      |                      |
| 1990-1991  | Blues de Saint-Louis            | LNH        | 59  | 10               | 18               | 28               | 131              | -                | -  | -                    | -                    | -                    |                      |                      |
| 1990-1991  | Canucks de Vancouver            | LNH        | 11  | 6                | 2                | 8                | 43               | 6                | 0  | 3                    | 3                    | 25                   |                      |                      |
| 1991-1992  | Canucks de Vancouver            | LNH        | 58  | 20               | 23               | 43               | 198              | 13               | 0  | 5                    | 5                    | 30                   |                      |                      |
| 1992-1993  | Canucks de Vancouver            | LNH        | 84  | 18               | 20               | 38               | 200              | 12               | 3  | 0                    | 3                    | 30                   |                      |                      |
| 1993-1994  | Canucks de Vancouver            | LNH        | 68  | 14               | 13               | 27               | 149              | 24               | 3  | 4                    | 7                    | 56                   |                      |                      |
| 1994-1995  | HC Devils Milano                | Alpenliga  | 4   | 3                | 7                | 10               | 4                | -                | -  | -                    | -                    | -                    |                      |                      |
| 1994-1995  | HC Devils Milano                | Serie A    | 2   | 1                | 4                | 5                | 2                | -                | -  | -                    | -                    | -                    |                      |                      |
| 1994-1995  | Canucks de Vancouver            | LNH        | 48  | 10               | 15               | 25               | 65               | 11               | 3  | 1                    | 4                    | 16                   |                      |                      |
| 1995-1996  | Maple Leafs de Toronto          | LNH        | 54  | 7                | 8                | 15               | 112              | -                | -  | -                    | -                    | -                    |                      |                      |
| 1995-1996  | Rangers de New York             | LNH        | 19  | 4                | 4                | 8                | 30               | 11               | 3  | 1                    | 4                    | 14                   |                      |                      |
| 1996-1997  | Rangers de New York             | LNH        | 9   | 0                | 0                | 0                | 11               | -                | -  | -                    | -                    | -                    |                      |                      |
| 1996-1997  | Blues de Saint-Louis            | LNH        | 31  | 1                | 3                | 4                | 37               | 3                | 0  | 0                    | 0                    | 6                    |                      |                      |
| 1997-1998  | Kölner Haie                     | DEL        | 42  | 14               | 19               | 33               | 193              | 3                | 1  | 2                    | 3                    | 4                    |                      |                      |
| 1998-1999  | Nürnberg Ice Tigers             | DEL        | 48  | 26               | 33               | 59               | 212              | 13               | 4  | 7                    | 11                   | 24                   |                      |                      |
| 1999-2000  | Kölner Haie                     | DEL        | 51  | 16               | 21               | 37               | 165              | 9                | 4  | 1                    | 5                    | 6                    |                      |                      |
| 2000-2001  | Kölner Haie                     | DEL        | 31  | 6                | 11               | 17               | 76               | 2                | 0  | 0                    | 0                    | 4                    |                      |                      |
| Totaux LNH | Totaux LNH                      | Totaux LNH | 710 | 152              | 193              | 345              | 1 557            | 119              | 18 | 26                   | 44                   | 311                  |                      |                      |

## Trophées et honneurs personnels
- 1983-1984 : nommé dans la troisième équipe d'étoiles de la LHJMQ.
- 1984-1985 : nommé dans la première équipe d'étoiles de la LHJMQ.
- 1998-1999 : nommé meilleur joueur du championnat d'Allemagne.